# طاووس سومبا (پروانه)

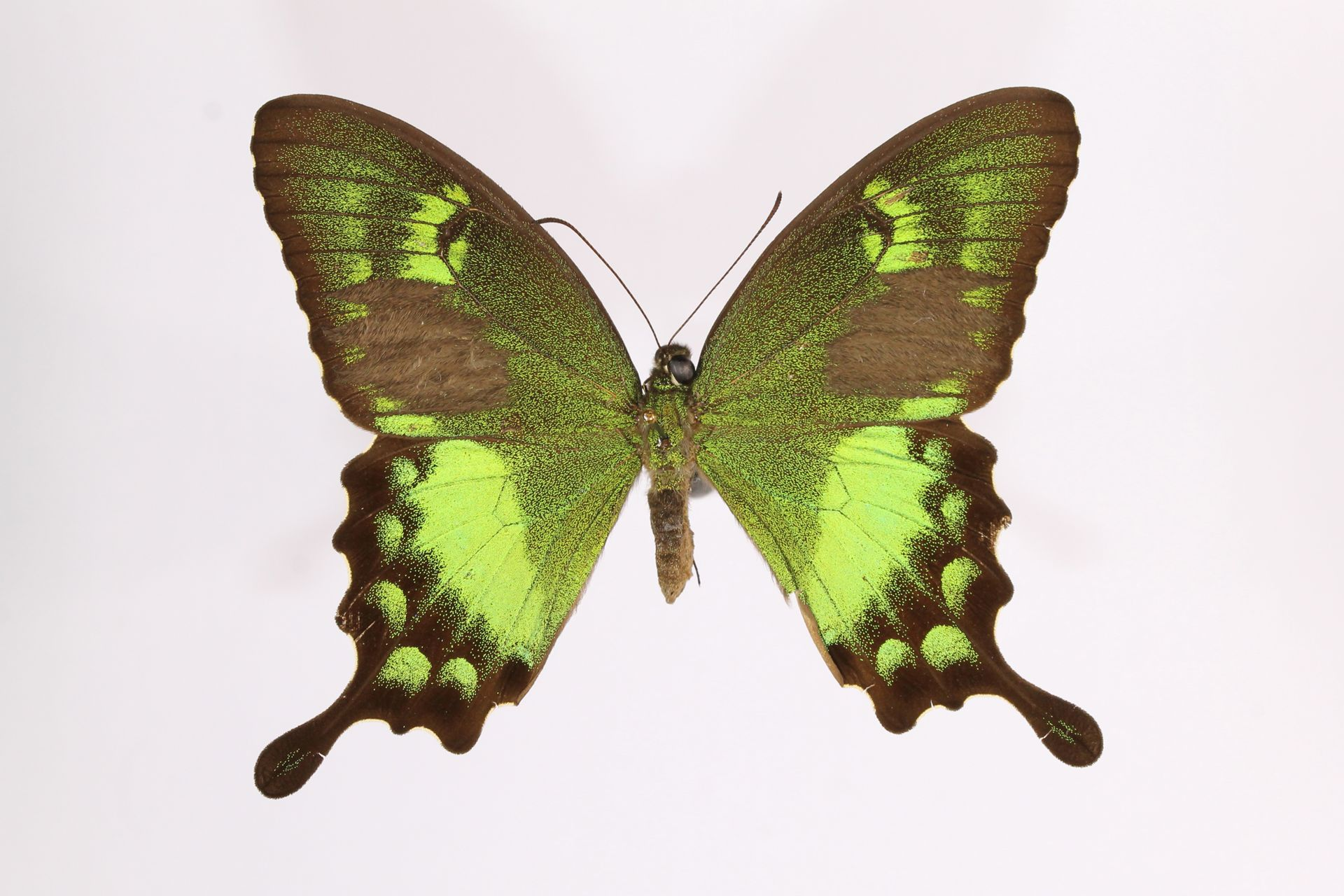
طاووس سومبا (پروانه)

طاووس سومبا (پروانه)(نام علمی: Papilio neumoegeni) نام یک گونه از سرده پروانه‌های پاپیلیو است.